# Ödeby kyrka
Ödeby kyrka är en kyrkobyggnad i Ödeby socken i Strängnäs stift. Den är församlingskyrka i Glanshammars församling. Kyrkan ligger på Kägleholmsön i Väringen, intill Arbogaåns utlopp och gränsar därmed också till Västerås stift. 

## Kyrkobyggnaden

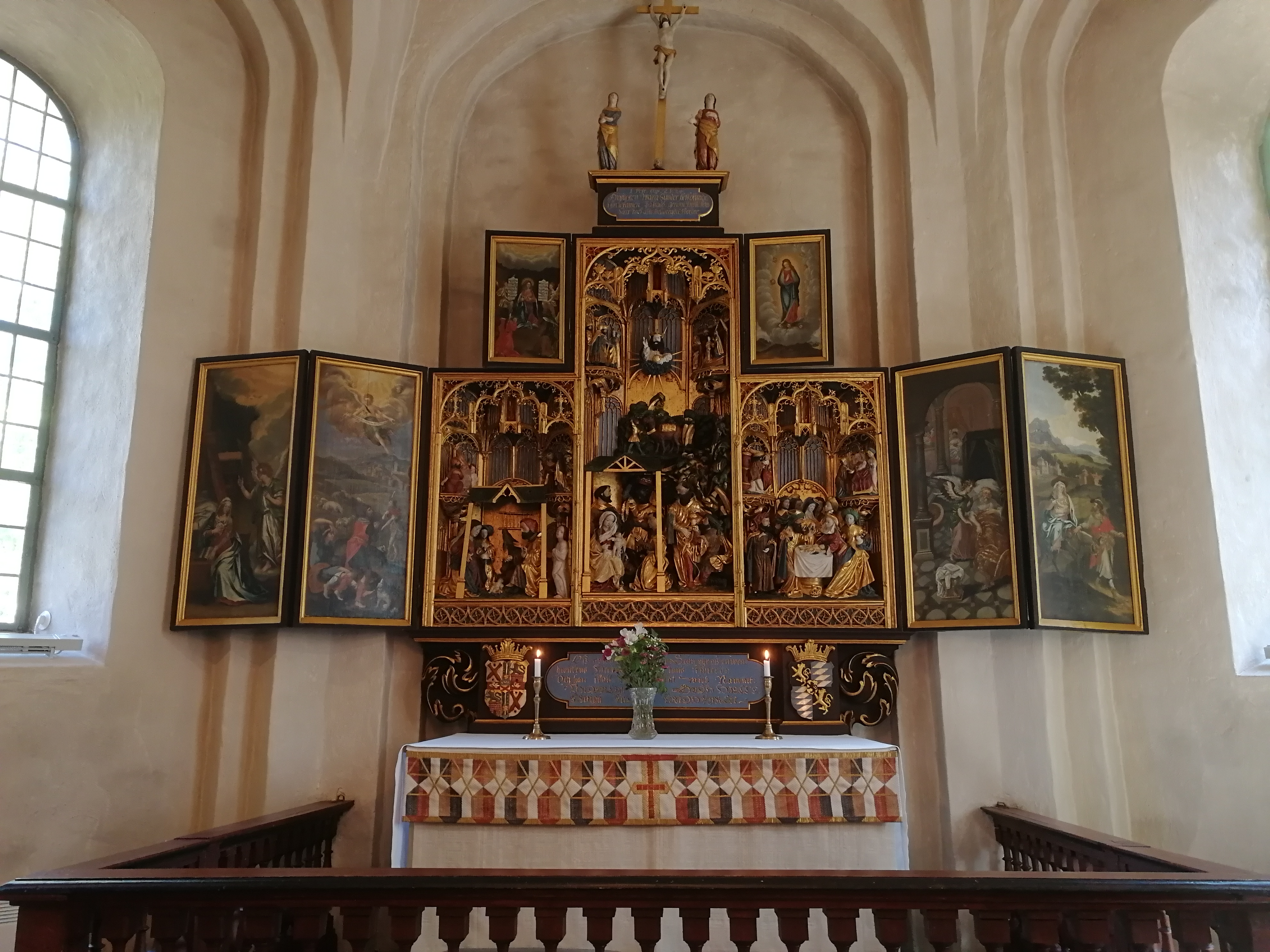
Altarskåp från Flandern

Ursprungligen var kyrkan sannolikt en gårdskyrka till gården Tuna, sedermera Kägleholm, vilken småningom kom under rikskanslern Magnus Gabriel de la Gardies förvaltning och omsorg (så kallad patronatsrätt) cirka 1670. 
Den första kyrkan hade ett kvadratiskt torn, bredare långhus och en vägg med dörr in till ett smalare kor. Koret blev breddat och väggen togs bort under senmedeltiden. Var sakristian då befanns vet man inte, men antas ha funnits.
Kyrkans nuvarande utseende anses vara Magnus Gabriel De la Gardies förtjänst, då han under åren 1679-1680 lät genomföra en stor renovering. Kyrkan förlängdes i sin helhet (trots att den idag är att betrakta som en väldigt liten kyrka). Barockstilen inspirerade i interiören, men i en sparsmakad formgivning. Flera av tavlorna och interiören togs från Läckö slott. En sakristia lades norr om långhuset. Tornet fick då sin höga spira som egentligen var avsedd för rådhuset i Lidköping. Kyrktaket täcktes med spåntak. Andra renoveringar har skett genom århundradena. Bland annat försågs tornet med koppartak och spåntaket ersattes av järnplåt 1771.

## Inventarier
Altarskåp (bilder) av ek är hämtat från Flandern, tillverkat i Mechelen på tidigt 1500-tal. Predikstolen från 1681 är smyckad med skulpturer av bland annat Georg Baselaque och Fredrik Siptus. Bland andra klenoder i kyrkan finns en psalmbok från 1673, således innan Svenska kyrkans officiella psalmböcker gavs ut, oljemålningar från 1600-talet och delar av ett gravtäcke, troligen härstammande från Albertus Pictors verkstad under 1470-talet och avsett för Katarina av Vadstena.

## Orglar

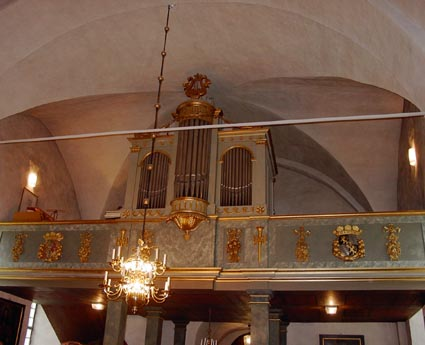
Orgeln från 1856

Orgelläktaren byggdes om 1855, i samband med att man året innan beställt en ny orgel från Erik Adolf Setterquist i Hallsberg som blev installerad 1856. Fasaden utfördes efter ritning av arkitekten, professor Carl-Gustaf Blom- Carlsson. Orgeln är en av de bäst bevarade av Setterquists tidiga orgelbyggen och återinvigdes den 9 oktober 2005 efter en grundlig renovering till ursprungligt skick av orgelbyggarna Tomas och Monica Svenske. Dess särprägel, som varande en av tre bevarade tidiga Setterquistare, är att den är byggd utifrån en gammal tradition som ännu inte påverkats av de influenser som senare byggen av honom kännetecknades av. Genom samarbetet med Per Larsson Åkerman perioden 1859-1860 kom Setterquists senare orglar att bli av mer romantiskt påbrå.
Orgeln är mekanisk med 8 orgelstämmor i manualen, som har svarta undertangenter. Spelbordet sitter på orgelhusets södra gavel. Registerandragen sitter i en rad ovanför klaviaturen. Fasaden, som är sammanbyggd med läktarbarriären, är stum. Den ursprungliga kilbälgen som fanns fram till 1957, då den ersattes av en modern parallellbälg med tillhörande fläkt, har rekonstruerats. Tempereringen är liksvävig med a¹ = 431 Hz vid cirka 20 °C.

Kronologi:
- 1665: Installation av 6-stämmigt orgelverk byggt under 1650-talet av orgelbyggare Frans Bohl, Stockholm, för Ekholmens slottskapell i Uppland. Orgeln skänktes till kyrkan av greve Magnus Gabriel De la Gardie. Orgeln reparerades av Olof Hedlund, Stockholm på bekostnad av baron Casten Feif.[2]

- 1856: Erik Adolf Setterquist, Hallsberg bygger ny mekanisk orgel.
- 1958: Ny parallellbälg insatt av Setterquist & son, Örebro.
- 2005: Orgeln restaureras av Tomas och Monica Svenske.

Disposition (ursprunglig och nuvarande):
| Manual C-f³                                          | Pedal C-g° |
| Borduna 16 fot, Bas C-H)/Discant (c- f³)             | bihängd    |
| Principal 8 fot, Bas C-H)/Discant (c- f³)            |            |
| Rörfleut 8 fot                                       |            |
| Fugara 8 fot (C-H gemensam med Rörfleut 8 fot)       |            |
| Fleut Deamur 8 fot (C-H gemensam med Rörfleut 8 fot) |            |
| Octava 4 fot                                         |            |
| Fleut 4 fot                                          |            |
| Octava 2 fot                                         |            |
| Spärrventil                                          |            |

## Kända begravda personer i urval
Se även: Gravsatta på Ödeby kyrkogård.
- Martin Douhan
- Viktor von Düben
- August Ekelund
- Jakob Henning Lallerstedt